# Ravage (ontwerpduo)
Ravage is een Nederlands ontwerpduo. Opgericht in 1972 door Arnold van Geuns (8 augustus 1949) en Clemens Rameckers (1 augustus 1949).

## Geschiedenis
Arnold Van Geuns en Clemens Rameckers studeerden in 1971 af aan ArtEZ Academie voor beeldende kunsten in Arnhem. Samen richtten zij in 1972 het ontwerpersduo RAVAGE op en werken sindsdien samen als kunstenaars, ontwerpers en trendforecasters. Voor de naam versmelten ze hun familienamen tot de merknaam RAVAGE (RAmeckers en VAn GEuns). Na hun afstuderen in 1972 runde het duo een aantal jaren de eerste Nederlandse Mode Galerie in Arnhem, waar ze iedere maand een andere ontwerper uitnodigden. Daarnaast werkte Rameckers na zijn studie bij sokkenfabrikant Jansen de Wit, terwijl Van Geuns damesjurken en mantelpakjes ontwierp bij modebedrijf Van Kuijk.
In 1976 vertrekken ze naar Parijs om het merk RAVAGE daar verder uit te bouwen. De Parijse dynamiek inspireerde het nog jonge RAVAGE en zorgde ervoor dat ze hun eigen signatuur en werkwijze konden ontwikkelen. Bekende stagiaires en beginnende modeontwerpers die ze onder hun hoede namen, waren onder andere Viktor en Rolf en  Job Smeets (Studio Job). Inspiratie vinden Rameckers en Van Geuns in keizerlijke dynastieën en historische figuren; dit vertalen zij naar patronen, prints en illustraties op hun ontwerpen.
RAVAGE werkte met name in de jaren tachtig aan couturecollecties en kledinglijnen voor bedrijven, zoals die van de Nederlandse Spoorwegen, de ANWB en PTT Post. Daarnaast richtten zij in 1985 samen met Lidewij Edelkoort het bureau Trend Union op. Edelkoort was verantwoordelijk voor de vrouwenmodetrends, Van Geuns en Rameckers richtten zich op de trendboeken voor herenmode. Naast kleding ontwerpt het duo onder andere meubelen, vloerkleden, gordijnen, beddengoed, tafellinnen, serviezen en glaswerk. Ook maken Van Geuns en Rameckers schilderijen, veelal in zwart/wit met heldere compositie. Terugkerende thema’s daarbij zijn: patriottisme, wraak en tegengestelde onderwerpen als deugd en zonde, ziekte en genezing. Gedurende 25 jaar werd de beeldende kunst van Ravage in Nederland gepresenteerd door Galerie Quintessens, die spraakmakende (thema)exposities organiseerde, bemiddelde bij opdrachten evenals bij de museumpresentatie 'De Gouden Eeuw van Ravage' in Museum Flehite.   
Van Geuns en Rameckers wonen en werken sinds 2003 in Château d’Écrainville in Normandië.
Het ontwerpersduo ontving in 1992 de Grand Seigneur: de belangrijkste modeprijs in Nederland.

## Tentoonstellingen
- 1989: Neotu, Paris
- 1991: Neotu, Paris
- 1991: Josep’s, London
- 1991: Nobilis, Paris
- 1992: Beurs van Berlage, Amsterdam
- 1992: L’Eclaireur, Paris
- 1993: Dilmus, Milano
- 1993: Punto Tre, Roma
- 1993: Galerie Carpine, Roma
- 1997: Museum ’t Paleis, Den Haag[6]
- 1999: Galerie Quintessens, Utrecht
- 2000: Antonio d’Amigo, Milano
- 2002: Galerie Quintessens, Utrecht
- 2003: Galerie Artline, Waterloo
- 2004: Galerie Quintessens, Utrecht
- 2006: Galerie Quintessens, Utrecht
- 2007: Galerie NeC, Paris
- 2008: Galerie Quintessens, Utrecht
- 2009: Musée-Htel Bertrand, Chateauroux
- 2010: Marmottan, Boulogne-Billancourt
- 2010: Museum Flehite, Amersfoort[7]
- 2013: Kasteel Zypendeel, Arnhem
- 2013: Galerie Quintessens, Utrecht[8]
- 2017: Overzichtstentoonstelling Museum Arnhem[9]

## Mode
- Trend forecasting mannenmode onder de naam Trend Union (sinds 1985) in samenwerking met Lidewij Edelkoort.
- Ready-to-wear collectie mannenmode.

| Jaar         | Instelling                                              |
| ------------ | ------------------------------------------------------- |
| 1984 - 1998  | Nederlandse Spoorwegen (NS), Holland                    |
| 1986 - 1995  | ANWB Wegenwacht, Holland                                |
| 1986 - 1994  | Muziektheater Nationale Opera en Ballet, Amsterdam      |
| 1987:        | Museum Boijmans van Beuningen, Rotterdam                |
| 1988 - 1997: | PTT Post en CD PTT, Holland                             |
| 1993:        | Tropenmuseum-KIT (Royal Tropical Instritute), Amsterdam |
| 1996:        | Deutsch Bundespost, Duitsland                           |
| 1996 - 1997: | Energie Noord-West, Noord-Holland                       |
| 1997 - 1998: | GAK, Holland                                            |
| 1996 - 1999: | Schiphol Amsterdam Airport                              |
| 1997 - 1998: | Academisch Ziekenhuis Groningen                         |
| 1998 - 1999: | TNT, Holland                                            |